# Тополь бальзамический
Тополь бальзамический (лат. Populus balsamifera) — вид деревьев семейства Ивовые (Salicaceae). Североамериканский вид, самая северная лиственная порода из Северной Америки.

## Ботаническое описание
Дерево до 24 м высоты, при поперечнике до 4—5 м. Кора гладкая, серая; крона раскидистая, побеги цилиндрические, или слегка угловатые, ветви голые, черешки круглые, длинные без опушения, листья овальные или эллиптические, всегда длиннее своей ширины с округлым или неглубоко сердцевидным основанием, 5—12 см длины, 2,5—7 см ширины, снизу беловатые.
Серёжки от 5 до 9 см с большим количеством мелких цветков (около 3 мм в длину). Мужские цветки имеют от 20 до 30 тычинок. Зрелые женские серёжки от 10 до 15 см. Смолистые почки дерева выделяют аромат, схожий с ароматом хвои бальзамической пихты. Начинает цвести в возрасте 8—10 лет. 

## Распространение и экология
Деревья этого вида трансконтинентально распространены в бореальной части североамериканского континента, произрастают на горных возвышенностях и в поймах рек. 
Отличается высокой зимостойкостью, в виду чего этот вид тополя можно встретить в озеленительных посадках до Полярного круга. В засушливых условиях  и на бедных почвах растёт медленно и древесина сильно повреждается сердцевинной гнилью. На влажных и сырых почвах растёт быстро, особенно в молодом возрасте. Однолетний прирост в высоту достигает 1—2 м и по диаметру до 3 см.
Культивируется по всей территории России. Отличается быстрым ростом и высокой продуктивностью, особенно в пойменных условиях с плодородной аллювиальной почвой.
Включен в Красную книгу Чукотского автономного округа (2008).

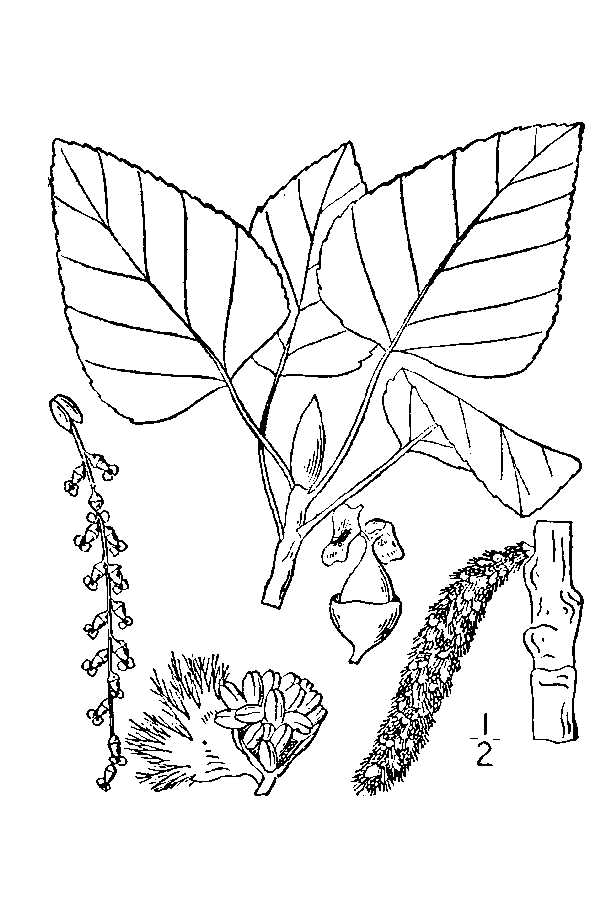
Ботаническая иллюстрация из Britton N.L., and A. Brown. 1913. An illustrated flora of the northern United States, Canada and the British Possessions. Vol. 1: 588.

|                                                                           |  |  |  |  |
| Слева направо: крона молодого растения, древостой, ствол, листва, серёжки |  |  |  |  |

## Хозяйственное значение и использование
Используется в лесоводстве для создания лесных культур, применяется в защитном лесоразведении и озеленении.  Легко размножается семенами, зимними стеблевыми черенками, корневыми отпрысками.
Мягкая древесина тополя бальзамического используется для изготовления целлюлозы и строительства. Плотность сухой древесины 470 кг/м2.

### Химический состав
В листьях обнаружено 336,9 мг каротина на 1 кг абс. сух. вещ. Содержание аскорбиновой кислоты в мг % на сырое вещество: в июне 109—250, в августе 115—125. Поедание листьев может вызывать понос и колоки.
Почки содержат эфирное масло, смолу, салицин, дубильную кислоту и хризин.

## Классификация

### Таксономия
- Populus balsamifera L., 1753, Sp. Pl. : 1034

Вид Тополь бальзамический включается в род Тополь (Populus) семейства Ивовые (Salicaceae) порядка Мальпигиецветные (Malpighiales), последовательно входящего в более крупные клады Фабиды → Розиды → Суперрозиды → Эвдикоты → Цветковые растения. Таксономическая схема в соответствии с Системой APG IV по состоянию на июнь 2024 года:
|  |                          |  |                                   |                                   |                  |  | еще 35 семейств | еще 35 семейств |                           |  |  |  | еще 100 подтвержденных видов и 240 видов, ожидающих подтверждения |
|  |                          |  |                                   |                                   |                  |  | еще 35 семейств | еще 35 семейств |                           |  |  |  | еще 100 подтвержденных видов и 240 видов, ожидающих подтверждения |
|  |                          |  |                                   | порядок Горечавкоцветные          |                  |  |                 |                 | род Тополь                |  |  |  |                                                                   |
|  |                          |  |                                   | порядок Горечавкоцветные          |                  |  |                 |                 | род Тополь                |  |  |  |                                                                   |
|  | клада Цветковые растения |  |                                   |                                   | семейство Ивовые |  |                 |                 | вид Тополь бальзамический |  |  |  |                                                                   |
|  | клада Цветковые растения |  |                                   |                                   | семейство Ивовые |  |                 |                 |                           |  |  |  |                                                                   |
|  |                          |  | ещё 63 порядка цветковых растений | ещё 63 порядка цветковых растений |                  |  |                 | еще 55 родов    | еще 55 родов              |  |  |  |                                                                   |
|  |                          |  |                                   | ещё 63 порядка цветковых растений |                  |  |                 |                 | еще 55 родов              |  |  |  |                                                                   |

### Синонимы
- Aigiros balsamifera Lunell
- Populus balsamifera subsp. balsamifera
- Populus balsamifera var. balsamifera
- Populus latifolia Moench
- Populus tacamahacca Mill.

### Подвиды
Некоторыми систематиками в составе рода выделяется два внутривидовых таксона. В системе APG IV такой подход не поддерживается.
- Populus balsamifera var. balsamifera
- Populus balsamifera var. subcordata (восточная часть Канады)[10]

## Гибриды
Populus balsamifera и Populus trichocarpa гибридизируют образуя неоднозначные формы. Из-за этого перемешивания, Populus trichocarpa был предложен в качестве подвида (Populus balsamifera var. trichocarpa). 
Другие гибриды были зарегистрированы между тополем бальзамическим и Populus alba, Populus laurifolia, Populus nigra, Populus simonii, Populus sauveolens, Populus tremula и Populus tristis.